# Los Cucas
Los Cucas es un grupo musical español de  pop rock, originario de la ciudad de Cádiz.

## Inicios (1992-1998)
En 1992, los guitarristas Fernando San Martín (Lele) y Fernando Ramos comienzan un proyecto musical bajo el nombre de Los Cucas, un inocente juego de palabras en homenaje a The Beatles y el pop británico que admiran. Es en esta primera época en la que graban su primer trabajo discográfico con la compañía local independiente La Kaleta, un CD titulado No seas así (1994), que los da a conocer en los circuitos locales.
Ese mismo año graban su segundo disco, No me gusta cantar en inglés, con Michel Meyer a la batería y Juan Ramón Sainz al bajo, con la compañía Euromusic -que entonces atravesaba momentos difíciles, sin apenas éxito.
Con la llegada del batería Domingo González también en 1998, sólo una semana más tarde que su bajista Juanjo Moreno, llega la estabilidad al grupo y la adopción de un estilo más compacto y de banda. Al poco tiempo, con una serie de nuevos temas y la oportunidad de actuar en salas madrileñas de prestigio como Ritmo y Compás, consiguen llamar la atención de Sony Music.

## El éxito (1999-2004)
A partir del álbum El ser humano es raro (1999, Sony Music), producido por Agustín "Gugu" Martínez y grabado en el estudio Ashram de Nacho Cano, la carrera de Los Cucas toma un nuevo impulso. Ese año, la canción "La última carta" se convierte en un gran éxito consiguiendo que el álbum se venda excepcionalmente bien para un grupo de estas características, con más de 100.000 ejemplares vendidos.
La llegada de la fama les permite actuar en vivo junto a estrellas internacionales como Bryan Adams o Blondie. Además ese mismo año graban la BSO para la película de Miguel Bardem La mujer más fea del mundo con el clásico de Los Brincos "Lola".
En 2001 publicarían Si el tiempo lo permite, producido por un excomponente de Tequila, Alejo Stivel, y muestra de un nuevo estilo más latino y desenfadado; y en 2004 Mientras vivimos, grabado con el sello Warner, regresando al estilo pop de los inicios, y vuelven a los escenarios con el formato de banda de los primeros años. También incluyen uno de sus temas "Hay cornadas" dentro de la película XXL de Julio Sánchez Valdés.
Mientras tanto, Fernando Ramos abandona la banda para seguir su propia carrera en el grupo de versiones Retroversión. Para sustituirle, la banda recluta a José Recacha, conocido guitarrista colaborador de Javier Ruibal. También incorpora como nuevo miembro del grupo al teclista Ricardo Morán.
En los últimos años, el alejamiento del grupo de los circuitos más comerciales no le impidieron seguir participando como protagonista o invitado en importantes conciertos, junto a, entre otros, Café Quijano o Los Secretos.
Con una nueva incorporación a la guitarra, José Antonio Otero, y tras un nuevo programa de actuaciones, el grupo volvió a los estudios de grabación, esta vez La Factoría, con la asistencia técnica de Josema "Dalton" Gómez, componente de Los Hermanos Dalton. Como resultado, un nuevo sencillo, "Amor de contrabando", marcó el regreso del grupo al mercado musical español, así como el anuncio de un nuevo álbum y varios conciertos previstos para las siguientes temporadas.
El 25 de septiembre de 2009, en la sala Mucho Teatro de El Puerto de Santa María (Cádiz), el grupo presentó por primera vez su penúltimo álbum hasta la fecha, Cinco sentidos, un disco de madurez que es una clara apuesta por el estilo fresco y personal que es el marchamo de la banda, y el fruto de largos meses de trabajo. Publicado por Fods Records (Fonográfica del Sur) en abril de 2010, y coincidiendo con la difusión de otro nuevo sencillo, "Sólo por ti", esta última producción consolida la presencia de Los Cucas en el panorama del pop actual.

## Discografía básica
- No me gusta cantar en inglés (1998, Euromusic)
- El ser humano es raro (1999, Sony Music) ORO
- Si el tiempo lo permite (2001, Sony Music)
- Mientras vivimos (2004, Warner Music Spain)
- Cinco sentidos (2010, Fods Records)
- El mundo a mi alrededor (2012, Fods Records)